# 学校職員充て職
学校職員充て職（がっこうしょくいんあてしょく）は、日本の学校職員における充て職である。教頭・学部長・研究科長以上の管理職は記載しないが、「日本における学校職員の種類」「教員の職階」を参照されたい。

## 指導教諭・教諭・養護教諭充て職
指導教諭・教諭をもって充てる職は、教務主任・学年主任・保健主事・生徒指導主事・進路指導主事・学科主任・農場長を学校教育法施行規則が定めており、各学校の設置者などが教諭をもってあてる主事や主任などについて定めている。保健主事のみ養護教諭をもって充てることができる。
学校教育法施行規則に基づいて置かれ、教諭をもって充てると定められている主任・主事を記す。主事は部長や主任と称される事例もあり、主任・主事が担当する校務を整理する主幹教諭を置くときは、当該主任・当該主事を置かないことができる。但し、当該校務を整理する主幹教諭を置く時でも、学校現場では便宜上主任・主事と呼ぶこともある。
教務主任
教務主任とは、校長の監督を受け、教育計画の立案その他の教務に関する事項について連絡調整および指導・助言にあたる職である。小学校・中学校・高等学校・中等教育学校・特別支援学校に原則として置く。東京都では主幹を置く。
学年主任
学年主任とは校長の監督を受け、個別の学年の教育活動に関する事項について連絡調整・指導・助言に当たる職である。小学校・中学校・高等学校・中等教育学校・特別支援学校に原則として置く。主幹と教務主任に次ぐ教職と扱われる。企画委員会は主に学年主任が出席する。
保健主事
保健主事とは校長の監督を受け、学校における保健に関する事項の管理にあたる職である。教諭または養護教諭をもって充てられる職である。小学校・中学校・高等学校・中等教育学校・特別支援学校に原則として置く。
生徒指導主事
生徒指導主事とは校長の監督を受け、生徒指導に関する事項をつかさどり、当該事項について連絡調整・指導・助言にあたる職である。中学校・高等学校・中等教育学校・特別支援学校の中学部・高等部に原則として置く。生活指導主任とも称される。
進路指導主事
進路指導主事とは校長の監督を受け、生徒の職業選択の指導その他の進路の指導に関する事項を司り、当該事項について連絡調整・指導・助言にあたる職である。中学校・高等学校・中等教育学校・特別支援学校の中学部・高等部に置かれる。
学科長  学科主任
学科長、学科主任とは校長の監督を受け、個別の学科の教育活動に関する事項について連絡調整・指導・助言に当たる職である。2つ以上の学科を置く高等学校・中等教育学校の後期課程に、専門教育を主とする学科ごとに原則として置く。
農場長
農場長とは校長の監督を受け、農業に関する実習地及び実習施設の運営に関する事項をつかさどる職である。農業に関する専門教育を主とする学科をおく高等学校・中等教育学校の後期課程・特別支援学校の高等部に原則として置く。
寮務主任
寮務主任とは校長の監督を受け、寮務に関する事項について連絡調整・指導・助言にあたる職である。寄宿舎を設ける特別支援学校に原則として置かなければならない。
舎監
舎監とは校長の監督を受け、寄宿舎の管理及び寄宿舎における幼児・児童・生徒などの教育にあたる職である。寄宿舎を設ける特別支援学校に必ず置かなければならない。
幼稚部主事・小学部主事・中学部主事・高等部主事
幼稚部主事・小学部主事・中学部主事・高等部主事とは、校長の監督を受け、部に関する校務をつかさどる職である。各部に属する教諭をもってあてられる職であり、特別支援学校に置くことができる。

## 教授充て職
学校教育法施行規則は、高等専門学校の教授をもってあてる主任・主事を定めている。
教務主事
教育計画の立案その他の教務に関する事項について連絡調整及び指導、助言に当たる。高等専門学校で教授をもってあてられる。
学生主事
校長の命を受け、学生の厚生補導に関することを掌理する。高等専門学校で教授をもってあてられる。
寮務主事
校長の命を受け、寄宿舎における学生の厚生補導に関することを掌理する。高等専門学校で教授をもってあてられる。

## 事務職員充て職
事務主任、事務長
事務職員をもってあて、校長の監督を受け、事務をつかさどる。

## 各学校ごとの教員
- 幼稚園教員
- 小学校教員
- 中学校教員
- 高等学校教員
- 特別支援学校教員
- 大学教員 - 高等専門学校教員（教諭は置かれず、教授・准教授などが置かれる）